# Mutsuki-Klasse
Die Mutsuki-Klasse (jap. 睦月型駆逐艦, Mutsuki-gata kuchikukan) war eine Klasse von zwölf Zerstörern der Kaiserlich Japanischen Marine, welche im Zweiten Weltkrieg zum Einsatz kamen.

## Entwicklungsgeschichte und Bau
Die Mutsuki-Klasse stellte eine modifizierte Kamikaze-Klasse da, bei welcher Verdrängung und Länge vergrößert wurden. Letzteres erfolgte auf Grund der Einführung eines doppelt gekrümmten Bugprofils. Im Schiffsinneren glich die Anordnung der Antriebsanlage bis auf zwei Einheiten der Vorgängerklasse. Diese erhielten zu Vergleichszwecken ausländischen Turbinensätze: Zoelly bei Nagatsuki und Rateau bei Yayoi. Bei Erprobungsfahrten erreichte die Nagatsuki damit Geschwindigkeiten von 36,3 Knoten mit 40.787 PS, aber bei Einsatzverdrängung überstieg sie nicht die 33,25 Knoten.
Zwölf Einheiten wurden im Rahmen des Bauprogramms von 1923 bei drei privaten und zwei staatlichen Werften geordert. Auf Grund der durch die Flottenbauprogramme projizierten großen Anzahl von Kriegsschiffen, plante die Marine die Schiffe nur mit Zahlen zu benennen statt Namen zu Vergeben. Diese waren die Nr. 19, Nr. 21, Nr. 23, Nr. 25 und Nr. 27 bis 34. Frühe Zerstörer der 1. Klasse hatten ungerade Nummern, aber mit der Aufgabe des baus von Zerstörern 2. Klasse (siehe Momi-Klasse und Wakatake-Klasse) erhielten alle Schiffe fortlaufende Nummern. Dies erwies sich bei den Besatzungen aber als äußerst unbeliebt und war eine ständige Quelle der Verwirrung in der Kommunikation. Darum wurden zum 1. August 1928 die Schiffe auf traditionelle Monatsnamen des Lunisolarkalenders oder auf die von Mondphasen getauft.
Wie die Einheiten der kleineren Momi- und Wakatake-Klasse, waren diese älteren  Boote für den Flottendienst Ende der 30er bzw. Anfang der 40er nicht mehr geeignet. Weshalb sie für Geleitsicherungsaufgaben oder andere Aufgaben eingesetzt/umgebaut wurden.

## Einheiten
| Name (Bei Indienststellung)                              | Name (Ab 1. August 1928)           | Bauwerft                     | Kiellegung        | Stapellauf       | Indienststellung   | Verbleib                                                                 |
| -------------------------------------------------------- | ---------------------------------- | ---------------------------- | ----------------- | ---------------- | ------------------ | ------------------------------------------------------------------------ |
| Dai-19-Gō Kuchikukan (第十九号駆逐艦), Nr.19 Zerstörer   | Mutsuki (睦月) Januar              | Marinewerft Sasebo           | 21. Mai 1924      | 23. Juli 1925    | 25. März 1926      | versenkt durch Luftangriff [07.47S, 160.13E] am 25. August 1942          |
| Dai-21-Gō Kuchikukan (第二十一号駆逐艦), Nr.21 Zerstörer | Kisaragi (如月) Februar            | Marinewerft Maizuru          | 3. Juni 1924      | 5. Juni 1925     | 21. Dezember 1925  | im Kampf versenkt bei Wake Island [18.55N, 166.17E] am 11. Dezember 1941 |
| Dai-23-Gō Kuchikukan (第二十三号駆逐艦), Nr.23 Zerstörer | Yayoi (彌生) März                  | Uraga Schiffswerft, Yokosuka | 11. Januar 1924   | 11. Juli 1925    | 28. August 1926    | versenkt durch Luftangriff [08.45S, 151.25E] am 11. September 1942       |
| Dai-25-Gō Kuchikukan (第二十五号駆逐艦), Nr.25 Zerstörer | Uzuki (卯月) April                 | Ishikawajima Zōsen, Tokio    | 11. Januar 1924   | 15. Oktober 1925 | 14. September 1926 | versenkt [11.03N, 124.23E] am 12. Dezember 1944                          |
| Dai-27-Gō Kuchikukan, Nr.27 Zerstörer                    | Satsuki (皐月) Mai                 | Fujinagata Zōsen, Osaka      | 1. Dezember 1924  | 25. März 1925    | 15. November 1925  | versenkt durch Luftangriff [15.35N, 120.55E] am 21. September 1944       |
| Dai-28-Gō Kuchikukan (第二十八号駆逐艦), Nr.28 Zerstörer | Minazuki (水無月) Juni             | Uraga Schiffswerft, Yokosuka | 24. März 1924     | 25. März 1926    | 22. März 1927      | torpediert [04.05N, 119.30E] am 6. Juni 1944                             |
| Dai-29-Gō Kuchikukan (第二十九号駆逐艦), Nr.29 Zerstörer | Fumizuki (文月) Juli               | Fujinagata Zōsen, Osaka      | 20. Oktober 1924  | 16. Februar 1926 | 3. Juli 1926       | versenkt durch Luftangriff [07.24N, 151.44E] am 18. Februar 1944         |
| Dai-30-Gō Kuchikukan (第三十号駆逐艦), Nr.130 Zerstörer  | Nagatsuki (長月) September         | Ishikawajima Zōsen, Tokio    | 16. April 1925    | 6. Oktober 1926  | 30. April 1927     | im Kampf versenkt [08.02S, 157.12E] am 6. Juli 1943                      |
| Dai-31-Gō Kuchikukan (第三十一号駆逐艦), Nr.31 Zerstörer | Kikuzuki (菊月) Chrysanthemenmond  | Marinewerft Maizuru          | 15. Juni 1925     | 15. Mai 1926     | 20. November 1926  | versenkt durch Luftangriff [09.07S, 160.12E] am 4. Mai 1942              |
| Dai-32-Gō Kuchikukan (第三十二号駆逐艦), Nr.32 Zerstörer | Mikazuki (三日月) Zunehmender Mond | Marinewerft Sasebo           | 21. August 1925   | 12. Juli 1926    | 5. Mai 1927        | versenkt durch Luftangriff [05.27S, 148.25E] am 28. Juli 1943            |
| Dai-33-Gō Kuchikukan (第三十三号駆逐艦), Nr.33 Zerstörer | Mochizuki (望月) Vollmond          | Uraga Schiffswerft, Yokosuka | 23. März 1926     | 28. April 1927   | 31. Oktober 1927   | versenkt durch Luftangriff [05.42S, 151.40E] am 24. Oktober 1943         |
| Dai-34-Gō Kuchikukan (第三十四号駆逐艦), Nr.34 Zerstörer | Yūzuki (夕月) Abendmond            | Fujinagata Zōsen, Osaka      | 27. November 1926 | 4. März 1927     | 25. Juli 1927      | versenkt durch Luftangriff [11.20N, 124.10E] am 12. Dezember 1944        |

## Technische Beschreibung

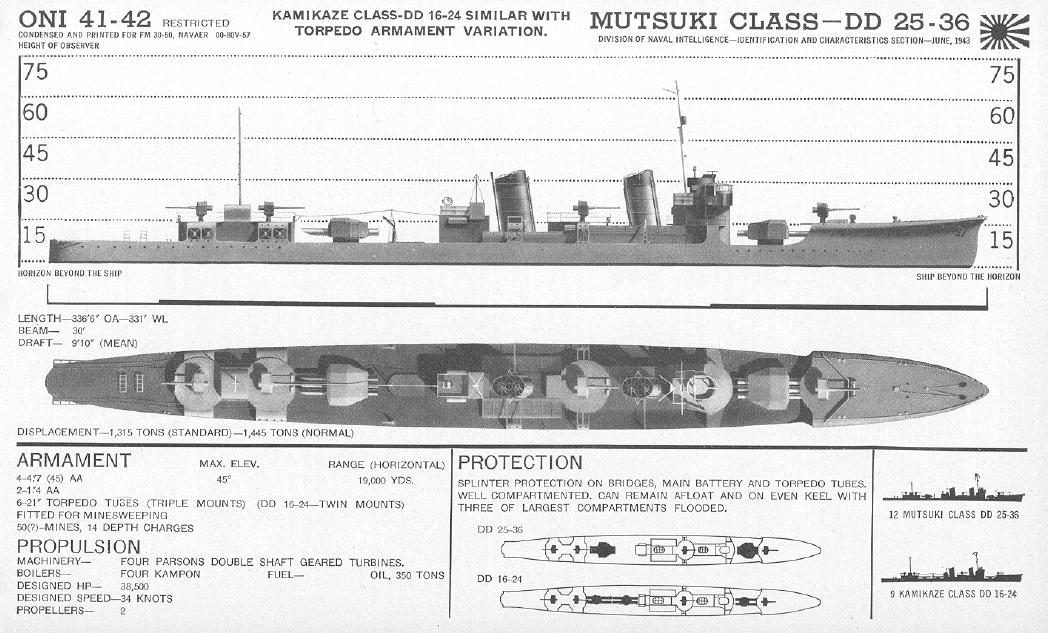
Ansicht der Mutsuki-Klasse auf einem amerikanischen Erkennungsblatt

### Rumpf
Der Rumpf eines Zerstörers der Mutsuki-Klasse war 100,2 Meter lang, 9,16 Meter breit und hatte bei einer Einsatzverdrängung von 1.800 Tonnen einen Tiefgang von 2,96 Metern.

### Antrieb
Der Antrieb erfolgte durch vier ölbefeuerte Dampferzeuger – Kampon-Kesseln des Yarrow-Typs – und zwei Getriebeturbinensätze, mit denen eine Gesamtleistung von 38.500 PS (28.317 kW) erreicht wurde. Die Leistung wurde an zwei Wellen mit je einer Schraube abgegeben. Die Höchstgeschwindigkeit betrug 37,25 Knoten (69 km/h). Die maximale Fahrstrecke 4.000 Seemeilen (4.408 km) bei 15 Knoten, wofür 426 Tonnen Kraftstoff gebunkert werden konnten.

### Bewaffnung

#### Artillerie
Die Artilleriebewaffnung bestand aus vier 12-cm-Geschützen mit Kaliberlänge 45 des Typ 3. Diese konnten eine 20,4 Kilogramm schwere Granate bis zu 15 Kilometer weit schießen und waren in vier Einzellafetten in Bootsmittellinie verbaut. Diese Mittelpivotlafetten verfügten über einfache Schilde, welche dem Splitterschutz dienten, und hatten ein Gewicht von 8,9 Tonnen.

#### Flugabwehr

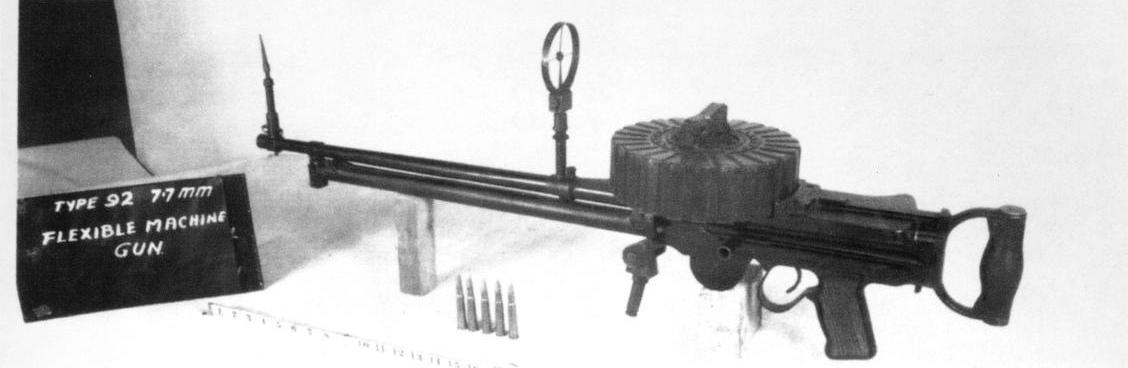
Maschinengewehr Typ 92

Bei Indienststellung bestand die Flugabwehrbewaffnung aus zwei Typ 92-Maschinengewehren im Kaliber 7,7 mm.

#### Torpedos
Die Zerstörer der Mutsuki-Klasse verfügten über zwei Dreifachtorpedorohrsatz im Kaliber 61 cm.

#### U-Jagdausrüstung
Zur U-Jagd verfügten die Boote über zwei Ablaufgestelle auf dem Achterdeck mit einer Kapazität 16 Wasserbomben.

## Besatzung
Die Besatzung hatte eine Stärke von 150 Offizieren, Unteroffizieren und Mannschaften.